# Tunsberghus
Tunsberghus er et borganlæg på toppen af Slotsfjeldet i Tønsberg i Vestfold, Norge. Den blev opført i 1200-tallet af Håkon 4. Håkonsson, barnebarn af Sverre Sigurdsson, og det var den største fæstning i landet i 1200- og 1300-tallet. Tunsberghus blev nedbrændt i 1503 og ligger i dag i ruiner.

## Historie
Tunsberghus, som dominerede byen Tønsberg og landbrugsområderne omkring, har sandsynligvis eksisteret før 1100-tallet. Under borgerkrigstiden i 1100-tallet forskansede Baglerne sig i fæstningen, da den blev belejret af kong Sverre Sigurdsson og Birkebeinerne. 
 Tunsberghus gennemgik siden en storstilet udbygning under Håkon 4. Håkonssons og Magnus Lagabøters regeringstid i 1200-tallet. Fæstningen fik en ydre og indre ringmur, borghaller og bolig til kongen samt en egen fæstningskirke.
Det var på Tunsberghus, at den sidste norske konge før unionstiden, Håkon 5. Magnusson, døde i 1319. Fæstningen var residenssæde for Tønsberg len til 1503, da den blev brændt ned, efter den var erobret af svenske soldater og oprørske bønder fra Vestfold-området. Den blev aldrig forsøgt genopbygget. Man har heller ingen sikre oplysninger om, hvordan den nøjagtig så ud.
Sten fra borgmurene blev siden brugt i grundmurene på private huse i byen, og i dag er der kun lave ruiner tilbage af anlægget på Slotsfjeldet. Til Tønsberg bys 1000-års-jubilæum i 1888 blev Slotsfjellstårnet rejst på fjeldet. Det er i dag byens mest kendte landemærke.